# Yo-Yo (rappeuse)
Pour les articles homonymes, voir Yo-yo (homonymie).
Yo-Yo, de son vrai nom Yolanda Whitaker, née le 4 août 1971 à Los Angeles en Californie, est une rappeuse, auteur-compositeur et militante féministe américaine.
Protégée du rappeur Ice Cube et artiste engagée, elle a souvent dénoncé le sexisme dans l'industrie du hip-hop et plaidé pour l'émancipation des femmes. 

## Biographie

### Jeunesse et formation
Yo-Yo grandit à South Central, Los Angeles, et est élevée avec ses sept frères et sœurs par sa mère qui est agent de sécurité scolaire. Elle accomplit ses études secondaires à la Washington Preparatory High School (en) de Westmont située dans le comté de Los Angeles.

### Carrière musicale
C'est en 1990 que Yo-Yo fait sa première apparition sur le titre It's a Man's World, extrait de l'album AmeriKKKa's Most Wanted d'Ice Cube,. Le rappeur lui retourne la faveur en faisant un featuring sur You Can't Play with My Yo-Yo, morceau présent sur le premier album studio de Yo-Yo, Make Way for the Motherlode, qui sort en 1991.
Elle publie son second album, Black Pearl, en 1992, qui est bien accueilli par la critique, notamment en raison des messages positifs qu'il véhicule, contrastant avec les sujets habituellement abordés dans le gangsta rap. Mais en dépit de la présence de producteurs de renom (Sir Jinx, DJ Pooh, DJ Muggs), Black Pearl ne rencontre pas le succès auprès du public et les ventes se révèlent très décevantes. Un an plus tard, Yo-Yo sort son troisième album, You Better Ask Somebody. Le titre qui clôture l'opus est un duo avec Ice Cube intitulé The Bonnie and Clyde Theme. En 1996, la rappeuse publie Total Control. L'album suivant, Ebony, sort en 1998. 
En 2008, le single Can't Play With My Yo-Yo est classé à la 92e place des « 100 plus grandes chansons de hip-hop » de la chaîne de télévision VH1. La même année, Yo-Yo interprète un medley aux côtés de MC Lyte, The Lady of Rage et le groupe Salt-N-Pepa lors des BET Hip Hop Awards.
En 2009, Yo-Yo travaille sur un EP intitulé My Journey to Fearless: The Black Butterfly qui doit marquer son retour après treize ans d'absence. Un premier single, Give it t’um, est publié mais l'EP n'est pas commercialisé.

### Carrière audio-visuelle
Sa carrière dans le cinéma comme à la télévision se cantonne à de la figuration ou de petits rôles fugaces. 
En 1991, elle fait de brèves apparitions dans le film Boyz N the Hood, en 1993 dans Menace to Society et dans Who's the Man? de Ted Demme.
Elle tient de rôle de Keylolo dans quatre épisodes de la série Martin de 1992 à 1997 et on la retrouve dans un épisode de New York Undercover en 1995.
C'est également elle qui fait le doublage de Kendl Johnson dans le jeu vidéo Grand Theft Auto: San Andreas.

### Autres activités
Yo-Yo dès ses 16 ans dénonce le machisme et ne mâche pas ses mots pour ridiculiser les "machos",.
En 2011, la rappeuse crée dans les locaux de la Highland Park Renaissance Academy, la Yo-Yo's School of Hip-Hop,  un programme destiné à la jeunesse dont la vocation est d'utiliser l'art pour éduquer des enfants de 7 à 17 ans,,,.
En 2013, elle rejoint les Hip Hop Sisters, une fondation créée par Dr Felicia Shaw, Dr Lynn Richardson,  MC Lyte, et dans laquelle on retrouve d'autres artistes (Cheryl « Salt » James, Russell Simmons, Malinda Williams, Malcolm-Jamal Warner, Ledisi, Melanie Fiona, Jada Pinkett Smith, Kelly Price, Faith Evans), qui fait la promotion de femmes d'origines ethniques diverses dans des domaines très divers,.

### Vie privée
Yo-Yo a deux filles, Tiffany et Sanai. Elle est mariée depuis 2013 avec Deandre Windom le maire de Highland Park, ville enclavée dans la ville de Détroit dans le Michigan.

## Discographie
- 1991 : Make Way for the Motherlode
- 1992 : Black Pearl
- 1993 : You Better Ask Somebody
- 1996 : Total Control
- 1998 : Ebony

## Voix françaises
- Dorothée Jemma dans Menace to Society (1993)